# (980) Anacostia
Pour les articles homonymes, voir Anacostia.
(980) Anacostia est un astéroïde de la ceinture principale découvert le 21 novembre 1921 par l'astronome américain George Henry Peters.
Sa désignation provisoire était 1921 W19.